# Eiji Shirai
Eiji Shirai (jap. 白井 永地, Shirai Eiji; * 26. September 1995 in Chiba, Präfektur Chiba) ist ein japanischer Fußballspieler.

## Karriere
Eiji Shirai erlernte das Fußballspielen in der Jugendmannschaft von Kashiwa Reysol. Seinen ersten Profivertrag unterschrieb er 2014 bei Mito Hollyhock. Der Verein aus Mito, einer Stadt in der Präfektur Ibaraki auf Honshū, der Hauptinsel von Japan, spielte in der zweithöchsten japanischen Liga, der J2 League. Von 2014 bis 2015 spielte er 13-mal in der J.League U-22 Selection. Diese Mannschaft, die in der dritten Liga, der J3 League, spielte, setzte sich aus den besten Nachwuchsspielern der höherklassigen Vereine zusammen. Das Team wurde mit Blick auf die Olympischen Sommerspiele 2016 in Rio de Janeiro gegründet. Die Auswahl der Spieler erfolgte auf wöchentlicher Basis aus einem Pool, für den jeder Verein förderungswürdige Talente benennen konnte; die Zusammensetzung der Mannschaft variierte daher sehr stark von Spiel zu Spiel. Nach 126 Zweitligaspielen verließ er Anfang 2020 den Club und schloss sich dem Ligakonkurrenten Fagiano Okayama aus Okayama an. Für Okayama absolvierte er 76 Spiele in der zweiten Liga. Im Januar 2022 nahm ihn der Erstligaabsteiger Tokushima Vortis aus Tokushima unter Vertrag. Nach zwei Spielzeiten, in denen er 84 Ligaspiele bestritt, wechselte er im Januar 2024 zum Erstligisten Kashiwa Reysol.